# The Most Beautiful Girl in the World
The Most Beautiful Girl in the World är en låt av Prince, utgiven som singel den 24 februari 1994. Låten finns med på EP:n The Beautiful Experience och albumet The Gold Experience. "The Most Beautiful Girl in the World" nådde förstaplatsen på UK Singles Chart. Musikvideon regisserades av Antoine Fuqua och spelades in i Paisley Park Studios.